# Парламентский блок шахтёров
Парламентский блок шахтёров (исп. Bloque Minero Parlamentario, BMP) — левый избирательный политический альянс в Боливии 1940-х годов между популистским Революционным националистическим движением (MNR) и троцкистской Революционной рабочей партии (POR), укоренённых в рабочем движении горняков и их Федерации профсоюзов рабочих горнорудной промышленности Боливии (FSTMB).
Парламентский блок шахтёров был создан в 1946 году для президентских выборов и выборов в Конгресс 1947 года.
Парламентский блок шахтёров представил своим кандидатом в президенты лидера MNR Виктора Паса Эстенсоро, а кандидатом в вице-президенты — лидера FSTMB Хуана Лечина Окендо. На президентских выборах они заняли третье место. Блок избрал двоих сенаторов (Хуана Лечина  от Левого сектора MNR и Лусио Мендивиля от POR) и семерых депутатов: Хесуса Аспиасу, Альберто Косту де ла Торре, Адана Рохаса,Марио Торреса Кальеху от MNR и Гильермо Лору, Умберто Саламанку и Анибала Варгаса от POR.